# Almáskeresztúr, Baranya
Almáskeresztúr este un sat în districtul Szigetvár, județul Baranya, Ungaria, având o populație de 80 de locuitori (2011). 

## Demografie
Componența etnică a satului Almáskeresztúr
     Maghiari (91,14%)
     Germani (8,86%)
Componența confesională a satului Almáskeresztúr
     Romano-catolici (56,25%)
     Fără religie (15%)
     Reformați (11,25%)
     Necunoscută (17,5%)
Conform recensământului din 2011, satul Almáskeresztúr avea 80 de locuitori. Din punct de vedere etnic, majoritatea locuitorilor (91,14%) erau maghiari, cu o minoritate de germani (8,86%).  Din punct de vedere confesional, majoritatea locuitorilor (56,25%) erau romano-catolici, existând și minorități de persoane fără religie (15,0%) și reformați (11,25%). Pentru 17,5% din locuitori nu este cunoscută apartenența confesională.